# 蔣防
蔣防（792年？—835年？），字子徵、如城，唐代义兴（今江苏宜兴）人，文学家。曾任翰林学士等。
其诗赋杂文被收入《全唐诗》《全唐文》。其传奇《霍小玉传》被明戏剧家汤显祖改为剧《紫钗记》。蔣防所著《聚米為山賦》轉述了漢馬援以米所造之突起地勢圖，為該項發明源自於中國的重要文獻證據。